# Dinitrate d'isosorbide
Le dinitrate d'isosorbide, est un composé organique de la famille des esters de nitrate. Ce dérivé nitré est notamment utilisé comme vasodilatateur, seul ou en association, pour traiter notamment l'insuffisance cardiaque, l'angine de poitrine, l'œdème aigu du poumon, le spasme coronarien (angor de Prinzmetal) et les torsades de pointes. Il peut également être utilisé en cas de fissure anale afin de faciliter la cicatrisation en assurant une irrigation sanguine suffisante.
Il agit par l'intermédiaire du monoxyde d'azote, qui induit la relaxation des muscles lisses vasculaires par l'intermédiaire du GMP cyclique.
Comme tous les dérivés nitrés, le dinitrate d'isosorbide perd progressivement en efficacité par tachyphylaxie. Il provoque fréquemment des céphalées par son effet vasodilatateur, ainsi que des étourdissements. Il doit être dosé précisément afin de contrôler efficacement la pression artérielle.
Il fait partie de la liste des médicaments essentiels de l'Organisation mondiale de la santé (liste mise à jour en avril 2013).